# Skate America 1988
Navigation
Édition précédente Édition suivante
Le Skate America est une compétition internationale de patinage artistique qui se déroule aux États-Unis au cours de l'automne. Il accueille des patineurs amateurs de niveau senior dans quatre catégories: simple messieurs, simple dames, couple artistique et danse sur glace.
Le septième Skate America est organisé du 17 au 23 octobre 1988 à la Cross Insurance Arena de Portland dans l’État américain du Maine, comme le précédent Skate America en 1986. 
Il est à noter qu'il n'y a pas eu de compétition organisée l'année précédente en 1987.

## Résultats

### Messieurs
| Rang | Nom                  | Pays             | Points | Fig. impo. | Prog. court | Prog. libre |
| ---- | -------------------- | ---------------- | ------ | ---------- | ----------- | ----------- |
| 1    | Christopher Bowman   | États-Unis       | 3.2    | 4          | 1           | 1           |
| 2    | Daniel Doran         | États-Unis       | 4.8    | 1          | 4           | 2           |
| 3    | Todd Eldredge        | États-Unis       | 5.0    | 2          | 2           | 3           |
| 4    | Lars Dresler         | Danemark         | 11.6   | 10         | 6           | 4           |
| 5    | Vladimir Petrenko    | Union soviétique | 12.0   | 3          | 3           | 9           |
| 6    | Michael Slipchuk     | Canada           | 13.0   | 5          | 5           | 8           |
| 7    | Cameron Medhurst     | Australie        | 14.2   | 7          | 9           | 6           |
| 8    | Oliver Höner         | Suisse           | 14.6   | 6          | 12          | 5           |
| 9    | Makoto Kano          | Japon            | 14.8   | 9          | 7           | 7           |
| 10   | Ralph Burghart       | Autriche         | 21.0   | 8          | 13          | 10          |
| 11   | David Liu            | Taipei chinois   | 21.0   | 13         | 8           | 11          |
| 12   | Martin Marceau       | Canada           | 22.4   | 11         | 10          | 12          |
| 13   | Charles Wildridge    | Royaume-Uni      | 24.4   | 12         | 11          | 13          |
| 14   | Riccardo Olavarrieta | Mexique          | 28.0   | 14         | 14          | 14          |

### Dames
| Rang | Nom                   | Pays                 | Points | Fig. impo. | Prog. court | Prog. libre |
| ---- | --------------------- | -------------------- | ------ | ---------- | ----------- | ----------- |
| 1    | Claudia Leistner      | Allemagne de l'Ouest | 4.4    | 2          | 1           | 3           |
| 2    | Midori Ito            | Japon                | 5.4    | 8          | 2           | 1           |
| 3    | Kristi Yamaguchi      | États-Unis           | 6.6    | 7          | 3           | 2           |
| 4    | Holly Cook            | États-Unis           | 7.6    | 3          | 4           | 4           |
| 5    | Jeri Campbell         | États-Unis           | 10.2   | 4          | 6           | 5           |
| 6    | Karen Preston         | Canada               | 12.6   | 9          | 5           | 6           |
| 7    | Joanne Conway         | Royaume-Uni          | 15.2   | 1          | 8           | 10          |
| 8    | Claude Péri           | France               | 15.4   | 6          | 10          | 7           |
| 9    | Natalia Skrabnevskaya | Union soviétique     | 16.4   | 5          | 9           | 9           |
| 10   | Stefanie Schmid       | Suisse               | 16.6   | 11         | 7           | 8           |
| 11   | Josée Chouinard       | Canada               | 21.6   | 10         | 11          | 11          |
| 12   | Charuda Upatham       | Thaïlande            | 24.0   | 12         | 12          | 12          |
| 13   | Diana Marcos          | Mexique              | 26.0   | 13         | 13          | 13          |

### Couples
| Rang    | Nom                                  | Pays                 | Points | Prog. court | Prog. libre |
| ------- | ------------------------------------ | -------------------- | ------ | ----------- | ----------- |
| 1       | Natalia Mishkutenok / Artur Dmitriev | Union soviétique     | 1.5    | 1           | 1           |
| 2       | Marina Eltsova / Sergei Zaitsev      | Union soviétique     | 3.0    | 2           | 2           |
| 3       | Natalie Seybold / Wayne Seybold      | États-Unis           | 4.5    | 3           | 3           |
| 4       | Christine Hough / Doug Ladret        | Canada               | 6.0    | 4           | 4           |
| 5       | Kellie Creel / Robert Pellaton       | États-Unis           | 8.0    | 6           | 5           |
| 6       | Michelle Menzies / Kevin Wheeler     | Canada               | 8.5    | 5           | 6           |
| 7       | Stacey Ball / Kris Wirtz             | Canada               | 11.0   | 8           | 7           |
| 8       | Anuschka Gläser / Stefan Pfrengle    | Allemagne de l'Ouest | 12.5   | 9           | 8           |
| 9       | Cheryl Peake / Andrew Naylor         | Royaume-Uni          | 12.5   | 7           | 9           |
| Forfait | Shelly Propson / Scott Wendland      | États-Unis           |        |             |             |

### Danse sur glace
| Rang | Nom                               | Pays             | Points | Danses imposées | Danse originale | Danse libre |
| ---- | --------------------------------- | ---------------- | ------ | --------------- | --------------- | ----------- |
| 1    | Susan Wynne / Joseph Druar        | États-Unis       | 2.4    | 2               | 1               | 1           |
| 2    | Svetlana Liapina / Gorsha Sur     | Union soviétique | 3.6    | 1               | 2               | 2           |
| 3    | Renée Roca / James Yorke          | États-Unis       | 6.0    | 3               | 3               | 3           |
| 4    | Sharon Jones / Paul Askham        | Royaume-Uni      | 8.0    | 4               | 4               | 4           |
| 5    | Jo-Anne Borlase / Martin Smith    | Canada           | 10.0   | 5               | 5               | 5           |
| 6    | Michelle McDonald / Mark Mitchell | Canada           | 12.4   | 7               | 6               | 6           |
| 7    | Dominique Yvon / Frédéric Palluel | France           | 13.6   | 6               | 7               | 7           |
| 8    | Andrea Juklova / Martin Simecek   | Tchécoslovaquie  | 16.0   | 8               | 8               | 8           |
| 9    | Jennifer Benz / Jeffrey Benz      | États-Unis       | 18.0   | 9               | 9               | 9           |

## Sources
- (en) « SKATE AMERICA '88 », sur usfsa.xmlmanager.qg.com
- Patinage Magazine N°14 (Décembre 1988/Janvier 1989)